# Taurignan-Vieux
 Taurignan-Vieux  là một xã ở tỉnh Ariège, thuộc vùng Occitanie ở phía tây nam nước Pháp.